# Edgar Moron
Edgar Moron (Beuthen, 1941. augusztus 28. – 2023. szeptember 7.) lengyel származású német politikus. 1990 és 2010 közt az észak-rajna-vesztfáliai tartományi parlament tagja volt a Németország Szociáldemokrata Pártja színeiben. 

## Életútja
A középiskola elvégzése után, 1962 és 1967 között politológiát tanult a Szabad Berlini Egyetemen és tanulmányait politikatudományi diplomával fejezte be. 1967–68-ban a szabadegyetem John F. Kennedy Intézetében volt asszisztens. Ezután 1973-ig a Szövetségi Polgári Oktatási Ügynökségnél dolgozott. 1973 és 1991 között az SPD bonni parlamenti csoportjának belpolitikai kérdésekkel foglalkozó tanácsadójaként dolgozott.